# Асланова, Рабият Нурулла кызы
Рабият Нуруллаx кызы Асланова (азерб. Rəbiyyət Nurullah qızı Aslanova; род. 4 июля 1951, Кельбаджар) — азербайджанский философ, общественно-политический деятель, доктор философских наук, профессор, заведующая кафедрой истории философии и культурологии Бакинского государственного университета. Депутат Милли меджлиса Азербайджана II, III и IV созывов.

## Биография
Родилась 4 июля 1951 года в городе Кельбаджар в семье госслужащего, выходца из Белоканского района. В 1968—1973 годах училась на историческом факультете Азербайджанского государственного университета. С 1978 года — ассистент, преподаватель, доцент Азербайджанского государственного университета. В 1981 году защитила кандидатскую диссертацию на тему «Остатки шиизма в Азербайджане и пути их устранения». В 2004 году защитила докторскую диссертацию на тему «Ислам в системе культуры (философско-исторический аспект)». С 2004 года профессор, с 2009 года заведующая кафедрой истории философии и культурологии Бакинского государственного университета.

## Научная деятельность
Рабият Асланова является автором 10 книг и более 300 научных статей. Ведёт исследования в области истории философии, истории религии, истории цивилизаций, теории культуры. Научные статьи Аслановой публикуются в ведущих журналах Турции, Канады, Украины, Египта, Иордании.
Является членом Диссертационного совета по защите докторских диссертаций Института философии и социологии НАНА, научного совета Бакинского государственного университета, Ассоциации философии и социально-политических наук Азербайджана, Совета по вопросам философии, политологии, социологии, культурологи и психологии в рамках Республиканского Совета по организации и координации научных исследований НАНА, делегации Государственного комитета по работе с религиозными организациями Азербайджана.
Является также членом Международной академии наук исследований тюркского мира и Центра стратегических и социальных исследований (Мармара, Турция). Является заместителем председателя Комиссии Межпарламентской Ассамблеи СНГ по науке и образованию.

## Научно-педагогическая деятельность
Преподаёт историю философии, проблемы религии в истории философии, историю философской мысли тюркских народов, философию истории (историческая динамика).
Являлась телеведущей программы «Духовное воспитание».
Является членом редколлегий многих международных научных изданий.

## Общественная деятельность
С 2000 по 2015 годы являлась депутатом Милли меджлиса Азербайджана (II, III и IV созывов).
Являлась председателем Комитета Милли меджлиса по правам человека. Член партии Новый Азербайджан.

## Научные труды
- «Ислам и культура» (Баку, 2002 406 стр.)
- «Глобализация и культурная разнообразность» I издание (Баку, 2004, 264 стр.)
- «XXI век. Интеграция в новое культурное пространство» (Баку, Издательство «Нурлан», 2007., 440 стр.[4])
- «Наука современного государства и государственности» (Баку, 2011 439 стр.)
- «Наука современного государства и государственности» в свете 20 летней годовщины восстановления Государственной Независимости Азербайджанской Республики (Баку, Издательство «Азернешр», 2011)
- «Вечная независимость. На пути сильной государственности» (Полемические статьи, выступления, дискуссии) (Том 1 Баку, 2014 636 стр.)
- «Вечная независимость, на пути сильной государственности» (Полемические статьи, выступления, дискуссии) (Том 2, Баку, Издательство «Авропа», 2014 472 стр.)
- «Глобализация и культурное разнообразие» (Баку, Издательство «Эльм», 2016 339 стр.)
- «Философский взгляд на историю. Бакинская наука и образование» (2021, 440 стр.)
- «Исламская культура в системе общечеловеческих ценностей» (Стамбул, Издательство «Cinius Publications», 2021, 376 с.)
- «Понятие государства от древности до современности» (Анкара Издательство «Берикан», 2021, 560 стр[5][6].)

## Участие на конференциях
Представляла азербайджанскую науку и образование во многих международных конференциях. Выступала с научными докладами.
- 20 августа 2007 года — участие и выступление на VIII Международном Конгрессе, посвященном глобальным проблемам Шри-Ланки и стран азиатско-тихоокеанского региона
- 2007 год — «XXI век Интеграция в пространство новой культуры»
- 2007 год — Выступление на научно-практической конференции «Демократия в переходных обществах» (Баку)
- 2008 год — участие на конференции «Глобализация и диалог цивилизаций» в Марокко
- 2008 год — «Глобализация гендера: транснациональный феминизм и обязательства, стоящие перед новым законодательством», Малайзия, Куала-Лумпур, 7-14 января
- 2008 год — VIII конференция платформы «Диалог Евразии»: «Перспективы развития философской мысли в Евразийском пространстве», Турция, 13-17 ноября
- 2008 год — Исследование общего тюркского философского наследия в парламентской Ассамблее тюркоязычных государств, Стамбул, 21-22 ноября
- 2010 год — Является заместителем председателя Комиссии Межпарламентской Ассамблеи СНГ по науке и образованию. Выступила с докладом на XIII форуме саммита «Евразийский Экономический Саммит-2010», организованном Центром Стратегических и Социальных Исследований Группы Мармара в городе Стамбул, Турции
- 2016 год — общереспубликанская научно-практическая конференция на тему «Современный период и актуальные проблемы социальных наук», посвященная 25-летнему юбилею факультета Социальных наук и психологии Бакинского Государственного Университета
- 19-25 апреля 2017 года / Баку — «Общечеловеческий принцип солидарности в исламской культуре». «Год исламской солидарности 2017: Реалии и перспективы»
- 19-23 марта 2018 года / Турция — 5 дневная лекция по программе Эрасмус в Сивасском Государственном Университете
- 2-5 мая 2018 года / Турция — участие и выступление на «V Международном Евразийском Конгрессе Исследований в области Образования», организованном Акденизским Университетом совместно с EJER
- 5-7 мая 2018 года / Турция — участие и выступление на «III Международном Симпозиуме Социальных Наук», организованном ASEAD
- 5-8 июля 2018 года / Польша — участие и выступление на III Современном Международном учебно-исследовательском Конгрессе
- 13-20 августа 2018 года / Китай — участие и выступление на 24-м Мировом Философском Конгрессе
- 14-17 февраля 2019 г. / Турция-Амасья, Международный симпозиум по экономике, обществу и культуре
- 07-10 марта 2019 г. / Симпозиум Международного общества здравоохранения и культуры
- 14-17 марта, 2019-й год / Турция Амасья, Пресс-симпозиум турецкого мира
- 17-21 апреля,2019 / Турция, Алания, INES, Международный конгресс людей и цивилизаций от прошлого к будущему
- 27-29 июня, 2019 / V.Турецкий Международный конгресс по образованию и социальным наукам (навыки 21-го века), Выступление на тему «Место и роль преподавания философии в системе образования и развитии общества в эпоху глобализации»
- 25-27 июля, 2019 / Германия — Франкфурт-на-Майне, 5-й Международный конгресс исследователей современного образования «Теория и практика в образовании» 29 октября-02 ноября, Турция, Международный конгресс по научной культуре и образованию, «Глобальная реальность и проблема прав человека с точки зрения философии»
- 30-31 окт, 2019 / Украина, Лабиринты реальности. Выпуск 1 (6) Сборник научных трудов (по материалам VI Международной научно-практической конференции). Под общей редакцией доктора филологических наук Журба М. А.[5]
- 21-24 октября, 2021 / 4.INCES-2021. Международный конгресс науки, культуры и образования в городе Алания в Турции «Актуальные проблемы изучения и преподавания истории философской мысли тюркских народов»
- 22 ноября, 2021 / Историческое познание и преподавание истории в контексте эволюции национального самосознания. Материалы Международной научной конференции/ Отв. ред. Алиева С. И.-М.: НИИ ИЭП, Проблемы исследования и преподавания философского наследия тюркоязычных стран;.- 463 с.,с 446—453
- 23-24 декабря, 2021 / Международная научная конференция «Великий поэт Азербайджана Низами Гянджеви и литературно- культурное наследие Востока-Запада»; Историко-философские идеи Низами Гянджеви, с 64.

## Награды
- 7 марта 2009 года награждена Государственным комитетом по делам семьи, женщин и детей Азербайджана дипломом за эффективную работу по реализации государственной политики в отношении женщин.
- «Орден Слава» (4 июля 2011, за активное участие в общественно-политической жизни Азербайджана[7][8].)
- Благодарность заведующего кафедрой философии Университета Турецкой Республики за вклад в отдел философии в рамках проекта обмена «Эразмус».
- 18 октября 2011 года на Конгрессе азербайджанцев Молдовы вручена памятная медаль «Независимость Азербайджана и Молдавии — 20 лет. 1991—2011».
- 30 ноября 2011 года награждена Почетной грамотой по случаю 20-летия факультета «Социальных наук и психологии» за многолетнюю плодотворную научно-педагогическую деятельность, оказание услуг по воспитанию подрастающего поколения.
- Медаль «Межпарламентская Ассамблея Содружество Независимых Государств. 20 лет» (27 марта 2012)[9]
- Награждена на XIV съезде учителей Азербайджана 14 декабря 2013 года.
- 19 декабря 2016 г. награждена за услуги в развитии науки и образования в Азербайджане, многолетнюю эффективную научно-педагогическую деятельность и в честь 25-летия факультета социальных наук и психологии.
- Юбилейная медаль Бакинского Государственного Университета (21 ноября 2019, в честь 100-летия Бакинского Государственного Университета (1919—2019))[10]
- 11 декабря 2019 года избрана академическим членом Международной академии наук исследований тюркского мира и награждена медалью «Международная золотая звезда» за выдающиеся заслуги в науке и образовании тюркского мира[11].